# Paris-Maler

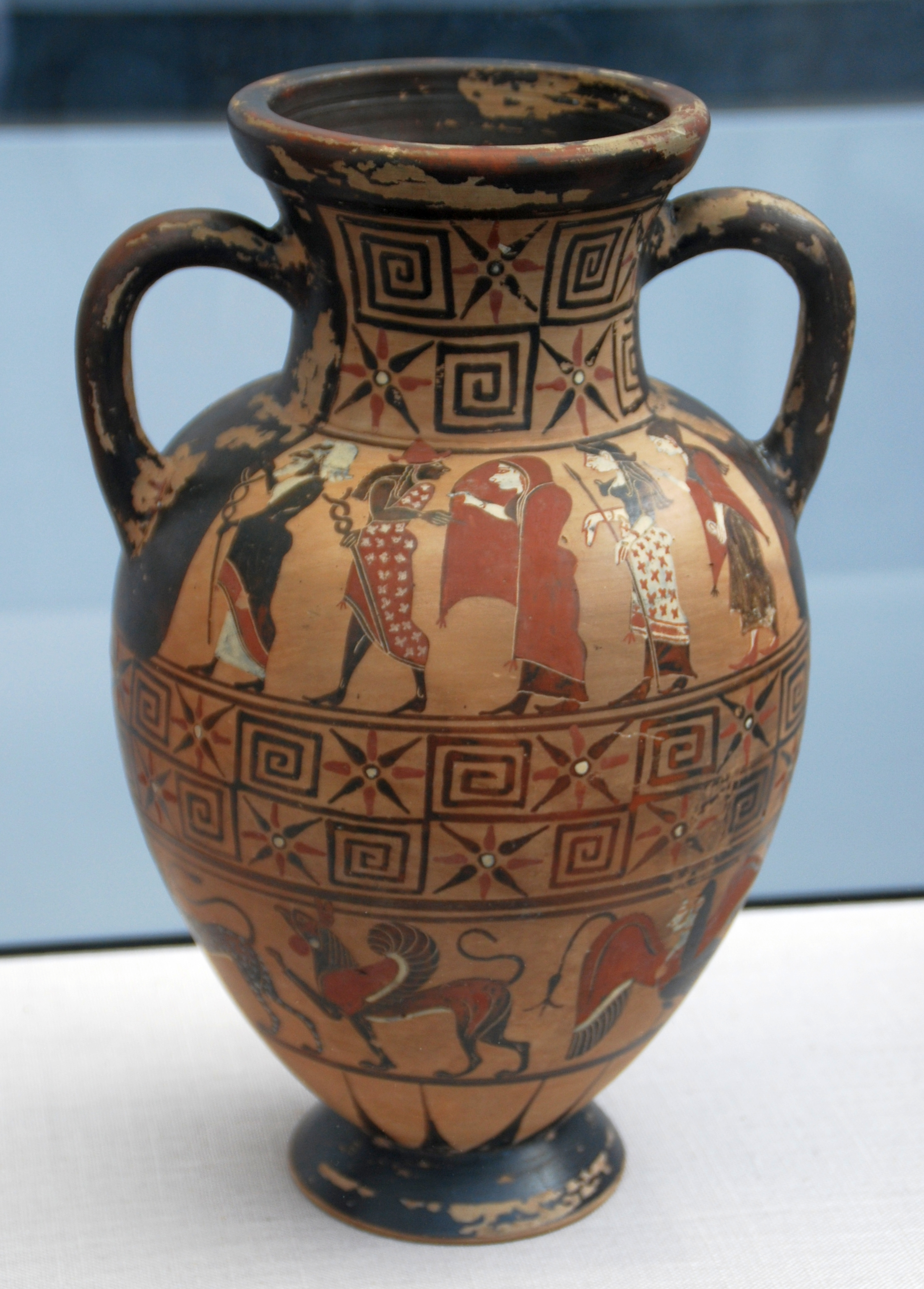
Die Münchner Namenvase mit dem Urteil des Paris;

Als Paris-Maler wird ein im dritten Viertel des 6. Jahrhunderts v. Chr. tätiger antiker etruskischer Vasenmaler des schwarzfigurigen Stils (Etrusco-korinthische/Etrusco-schwarzfigurige Vasenmelerei) bezeichnet. Er gilt als einer der Hauptvertreter der sogenannten Pontischen Vasen.
Bevorzugte Form waren für den Paris-Maler Halsamphoren. Daneben bemalte er auch Hydrien, Oinochoen und Teller. Er war ein präzise arbeitender Kunsthandwerker, dessen lebendige Bilder deutlich Einflüsse der attischen und ostgriechischen Vasenmalerei erkennen lassen. Lange Zeit wurde spekuliert, der Paris-Maler sei ein aus Ostgriechenland nach Etrurien eingewanderter Grieche. Diese Sichtweise entspricht mittlerweile nicht mehr dem Forschungsstand. Er war wohl der Begründer, zumindest aber der Hauptmeister einer wahrscheinlich in Vulci zu lokalisierenden Werkstatt. Besonderen Einfluss übten bei der Schöpfung eines eigenen Stils insbesondere die attischen Tyrrhenischen Amphoren aus. Zu seinen Schülern gehört der Amphiaraos-Maler, auch auf den Tityos-Maler übte er großen Einfluss aus. Auch der Micali-Maler, der wichtigste etruskisch-schwarzfigurige Vasenmaler, stand in der Tradition der vom Paris-Maler eingeführten „pontischen Vasen“.
Seinen Notnamen erhielt der Paris-Maler nach der Darstellung auf einer Halsamphora in den Staatlichen Antikensammlungen, die als eines der wichtigsten Werke der schwarzfigurigen Vasenmalerei gilt. Hier zeigt er in einem sehr farbenfrohen Bild das Urteil des Paris. Eine weitere wichtige Darstellung auf einer Amphora im British Museum zeigt den Kampf von Herakles mit Iuno Sospita, ein seltenes Bild in der Vasenmalerei, da eine mythologische Begebenheit gezeigt wird, die nicht zum griechischen Sagenkreis gehört. Neben mythologischen Themen zeigt er vor allem Friese mit Kentauren, Komasten, Reitern und Tieren.